# Stigmella platina
Stigmella platina là một loài bướm đêm thuộc họ Nepticulidae. Nó được tìm thấy ở New Zealand.
Chiều dài cánh trước khoảng 3 mm.
Ấu trùng có thể ăn Brachyglottis eleagnifοlius.